# Ioan Traianescu
Ioan Traianescu (1875 Rumunské království – 1964 Rumunská lidová republika), psáno také Ion/Ioan Trajanescu, byl rumunský architekt.
Realizoval stavby, mezi které patří Palác kulturní ligy, kostel Belvedere v Bukurešti, klášter Govora, metropolitní katedrála v Temešváru, kostel svatého Jiří v Tecuci, pravoslavná katedrála v Turdě a další.
Navrhl komplex individuálního bydlení postavený na sídlišti Floreasca Komunální společností levného bydlení v Bukurešti a také na sídlišti Șerban Vodă.
Navrhl skupinu soch „Traian“ v Brăile a pomník hrdinů (1877–1878; 1916–1918) v Pitești.

## Ocenění
- Čestný znak „Odměna za 25 let státní služby“ (13. října 1941)[4]